# Російська мова в Україні
Російська мова — друга за вживаністю мова в Україні після української. Згідно з офіційними даними перепису 2001 року, російську мову назвали рідною 14 млн 273 тис. громадян України, або 29,6 % населення країни. З них етнічні росіяни становлять 56 %, тоді як решта — представники інших національностей.
Використання української мови переважає в центрі, на заході та північному сході України, російської — в індустріальних центрах сходу, півдня України та в Криму.
Після прийняття закону Колесніченка-Ківалова «Про засади державної мовної політики», що втратив чинність 28 лютого 2018 року, стала регіональною мовою в 7 областях та АР Крим і м. Севастополь. В Автономній Республіці Крим відповідно до Конституції АР Крим з 1999 року їй надано також ряд офіційних функцій.

## Історія

### Проникнення
Питання російсько-українських мовних контактів у литовсько-польську добу (торговельних, церковних і політичних — зокрема в час належності Чернігівщини 1503—1618 рр. до Московської держави, — чому дехто приписує появу акаючих форм у тамтешніх говірках). Якщо не враховувати московського гарнізону Києва, з 1654 почавши, то до істотніших російських поселень (гол. старовірів) дійшло від другої половини XVII ст. на півночі Чернігівщини, звідки вони згодом (у XVIII—XIX ст.) переселялися на Правобережжя та Південну Україну. Інша хвиля російської старовірської колонізації сягала від Північної Добруджі й Південної Бессарабії аж на Буковину, коли у 1770-х роках «некрасівці» остаточно поселилися в гирлі Дунаю, звідки їх вербувала австрійська влада у 1780-х pp. для поселення на Буковині й Хотинщині (села Біла Криниця, Білоусівка, Липовани, — їхні говірки досліджували В. Столбунова і В. Кузнєцов).
З уваги на чітку конфесійну відмежованість старовірських російських поселень від українського довкілля, дотичні (переважно південно-російські, рідше середньо-російські) говірки зазнали порівняно невеликого українського мовного впливу (в основному в лексиці).
У 1817 році, подорожуючи по Україні, російський князь Іван Михайлович Долгоруков вказував на те, що місцеве населення не розуміє російську мову:

| «Тут (у Полтаві) я вже вважав себе в чужих краях, з найпростішої, але для мене достатньої причини: я перестав розуміти мову народну; зі мною обиватель говорив, відповів на моє запитання, але не зовсім зрозумів мене, а я з п'яти його слів вимагав перекладу трьох. Не станемо входити в лабіринт докладних і тонких міркувань; дамо волю простому розумінню, і тоді багато хто, гадаю, погодиться зі мною, що де перестає нам бути зрозумілим говір народу, там і межі нашої батьківщини, а, по-моєму, навіть і вітчизни.»[6]Оригінальний текст (рос.) «Здесь (в Полтаве) я уже почиталъ себя в чужихъ краях, по самой простой, но для меня достаточной причине: я пересталъ понимать языкъ народный; со мной обыватель говорилъ, отвѣчалъ на мой вопросъ, но не совсѣмъ разумѣлъ меня, а я изъ пяти его словъ требовалъ тремъ переводу. Не станемъ входить в лабиринтъ подробныхъ и тонкихъ рассужденій; дадимъ волю простому понятію, и тогда многіе, думаю, согласятся со мною, что где перестаетъ нам быть вразумительно наречіе народа, тамъ и границы нашей родины, а по-моему, даже и отечества.» |
Російські колонізаційні хвилі на Харківщину й Вороніжчину (тут зустрілися українські поселенці з ними у XVII ст.), а згодом, від кінця XVIII ст., і на Південну Україну (старовіри, кріпаки, переведені російськими поміщиками на дохідніші ґрунти, військові кантоністи на початку XIX ст. в й утікачі-кріпаки) — були, крім суцільних ареалів, в цілому асимільовані українським сільським довкіллям: від того український степ, і слобожанські говірки зазнали в різній мірі російського впливу (випадки спиненого переходу о в і, перехід наголошеного є в о, спорадичне акання, вирівняння типу на рук'і «на руці», двоїнні чоловічі форми типу два года, див. Степові говірки).
Суцільніші російські говіркові ареали збереглися в південній Бессарабії (с. Вознесенка, Введеяка, Павлівна в Арцизькому і районі — переселенці з Орловщини й Курщини, згідно з дослідами Л. Усачової, І. Нелюбової, Л. Дерганової, Ю. Лістрової, І. Гріцєнка), північній Одещині (с. В. Плоске Михайлівського району — рос. старовіри з-перед 200 рр., за дослідами М. Тихомирової, — так само як у районі Віньковецькому Хмельницької області, за дослідами М. Бріцина), у селах: П'ятидуб Малинського району Житомирської області, Рахвалівці й Красилівці в Іванківському районі на півночі Київщині (за дослідами Є. Самохвалової і Л. Ціпцюри), на Приазов'ї (досліди С. Ґаба) й північній Харківщині (с. Великі й Малі Проходи Верганівського району, Руські Тишки, Плоске і Липці Харківського району, за дослідами Л. Бузніка, приналежні до південної групи північно-російських говірок Курщини з помітними українськими впливами в наголошуванні дієслів).
У 1923—1941 рр. українська мова могла впливати на ці російські говірки і через школи, коли по школах національних меншостей УРСР обов'язкове було її навчання як предмета. Не дослідженими залишаються російські говірки інших поселень УРСР (зокрема 1930-х pp. і після 1945 р. — по виселенню німців, а в Криму і татар).

## Російська мова у віддалених українських регіонах
Цілком інакше сформувалися українсько-російські міжмовні стосунки в українських говіркових масивах поза кордонами УРСР (Курщина, Білгородщина, південна Вороніжчина, Донщина, Кубань, Саратовщина, Зелений Клин, діаспора в Сибіру, Казахстані й на півд. Уралі), де був і є значно сильніший вплив довколишніх рос. говірок, а ще більше російської літературної мови через школу, радіо, телебачення, пресу, військо й адміністрацію та судівництво.
Скрізь там через відсутність української школи й преси проходить поступове зросійщення, виникають мішані україно-російські говірки на українській основі. Ті процеси описані в говірках колишніх Коротояцького повіту (Н. Ґрінкова), Білгородщини й Курщини (А. Бескровний, Ф. Медведєв, В. Собіннікова, Г. Денисевич, А. Пашківський, В. Тітовська), Донщини (А. Міртов, К. Удовкіна) та, зокрема, Кубанщини (І. Шаля, В. Чістяков, Н. Бушина, М. Саділенко, Е. Тарасенкова, О. Шейніна, М. Шабалін, Н. Федоренко, І. Чередниченко), а далі Поволжя (А. Дульзон, І. Вальченко), Киргижчини (С. Лейферман), Далекого Сходу (А. Ґеорґієвський, Т. Назарова) й північної Молдови, де по українських селах є також лише російські або молд. школи (Л. Єрмакова, З. Ряполова, Ю. Лістрова).
Окремими проблемами є також:
1. Російський діалект міського типу, поширений серед великоміських низів і робітництва в УРСР.
2. Вживаний в Україні двомовним освіченим прошарком місцево-український провінційний («південний») варіант російської літературної мови.

## Русифікація та її вплив на українську мову

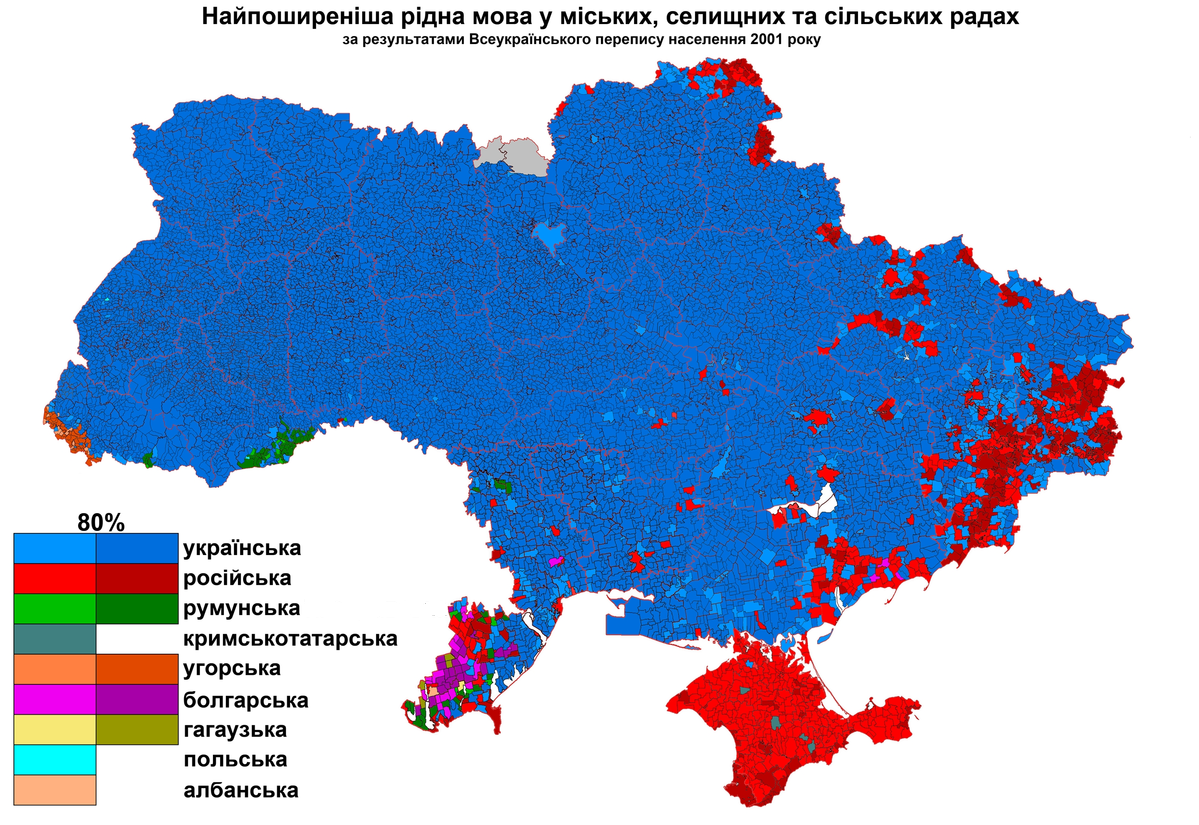
Найбільш розповсюджені рідні мови у міських, селищних та сільських радах за переписом 2001 р.

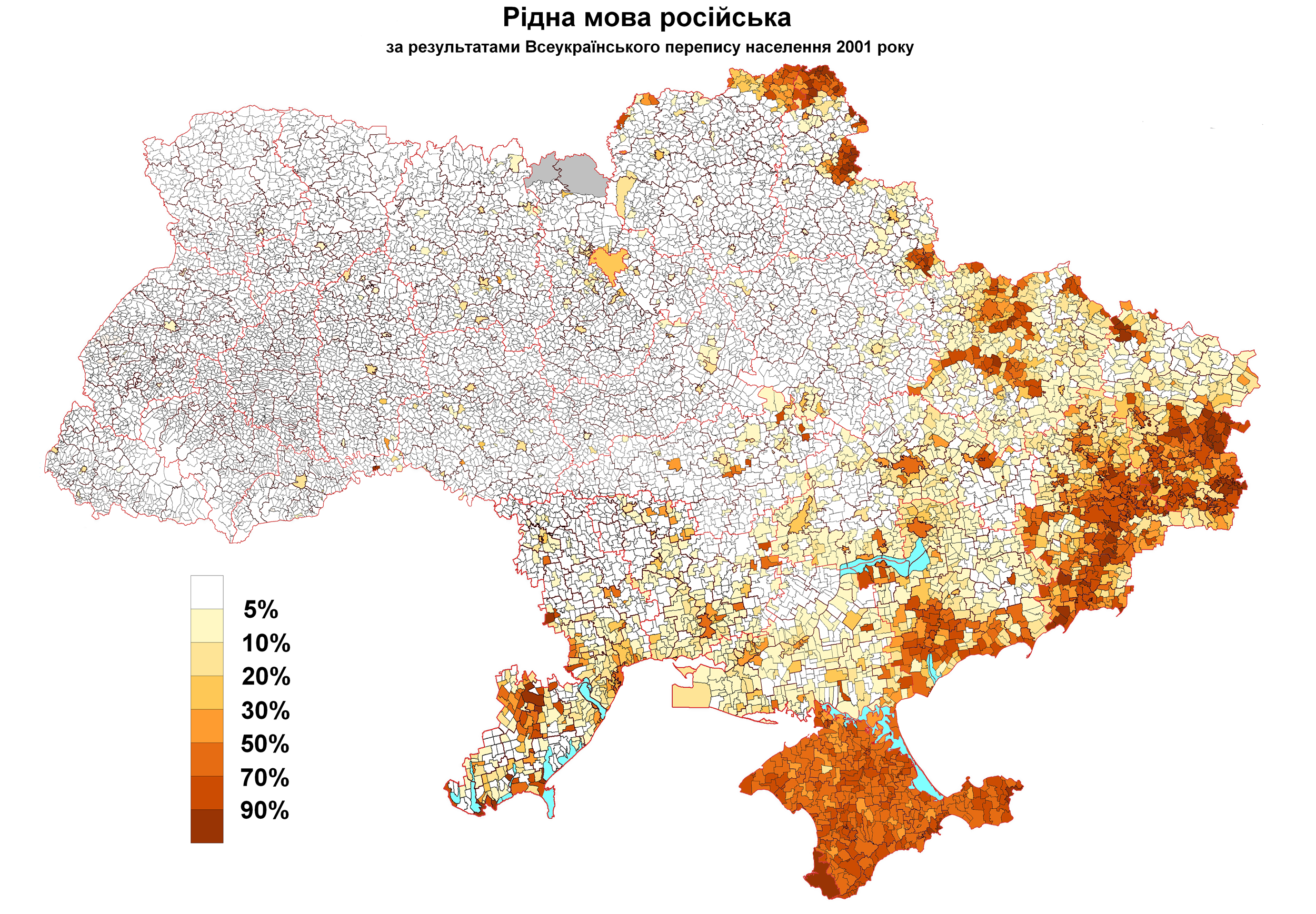
Частка населення сільських, селищних та міських рад, що назвало рідною мовою російську за переписом 2001 р.

Зросійщена говірка міських низів, великоміських передмість і робітничих поселень Донбасу і Дніпропетровщини виникла внаслідок русифікації місцевого українського елементу і постійного колонізаційного допливу росіян, що прибували (а за радянської влади були призначувані) сюди для праці, створюючи дрібноурядовий, ремісничий, купецький і робітничий прошарки. Насичена сленґізмами й арґотизмами, великоміська російська говірка люмпен-пролетаріату й правопорушників (Одеси, Києва, Харкова, Дніпропетровська, міст Донбасу), набула особливого поширення після революції, втримувала свою російськомовну форму, зокрема у висліді постійного сезонного (особливо на зиму) флуктуаційного припливу її носіїв — такого ж російського елементу з Ленінграду і Москви.
Цей мовний «суржик» (суміш) характеризують деякі південно-російські українські спільності, зокрема вимова притаманного українській фрикативного [г] на місці російського [ґ], голосних о, е, й (рос. ы) з спорадичним аканням, вимова e/'e/є з етимологічного ѣ, стверділі р та губні у кінці слів, йотована вимова груп типу вя, бя, пя, тверді ч, шч, українська міжслівна фонетика, український наголос, керування дієслів та прийменників (по домах), як і побутові лексичні українізми та нерозрізнювання предикативних від атрибутивних форм прикметника.
Питання україно-російського міського «суржика» розглядають окремі статті В. Ларіна (Харків), К. Німчинова (Донбас), В. Шадури (Дніпропетровщина). У красному письменстві для характеристики персонажів царського підстаршинського середовища його використовував Володимир Винниченко, для міщанського — Михайло Старицький, для радянського міліційного — Олександр Корнійчук, а для люмпен-пролетаріату — Володимир Винниченко, Архип Тесленко, Іван Микитенко, Леонід Первомайський, Гордій Брасюк.

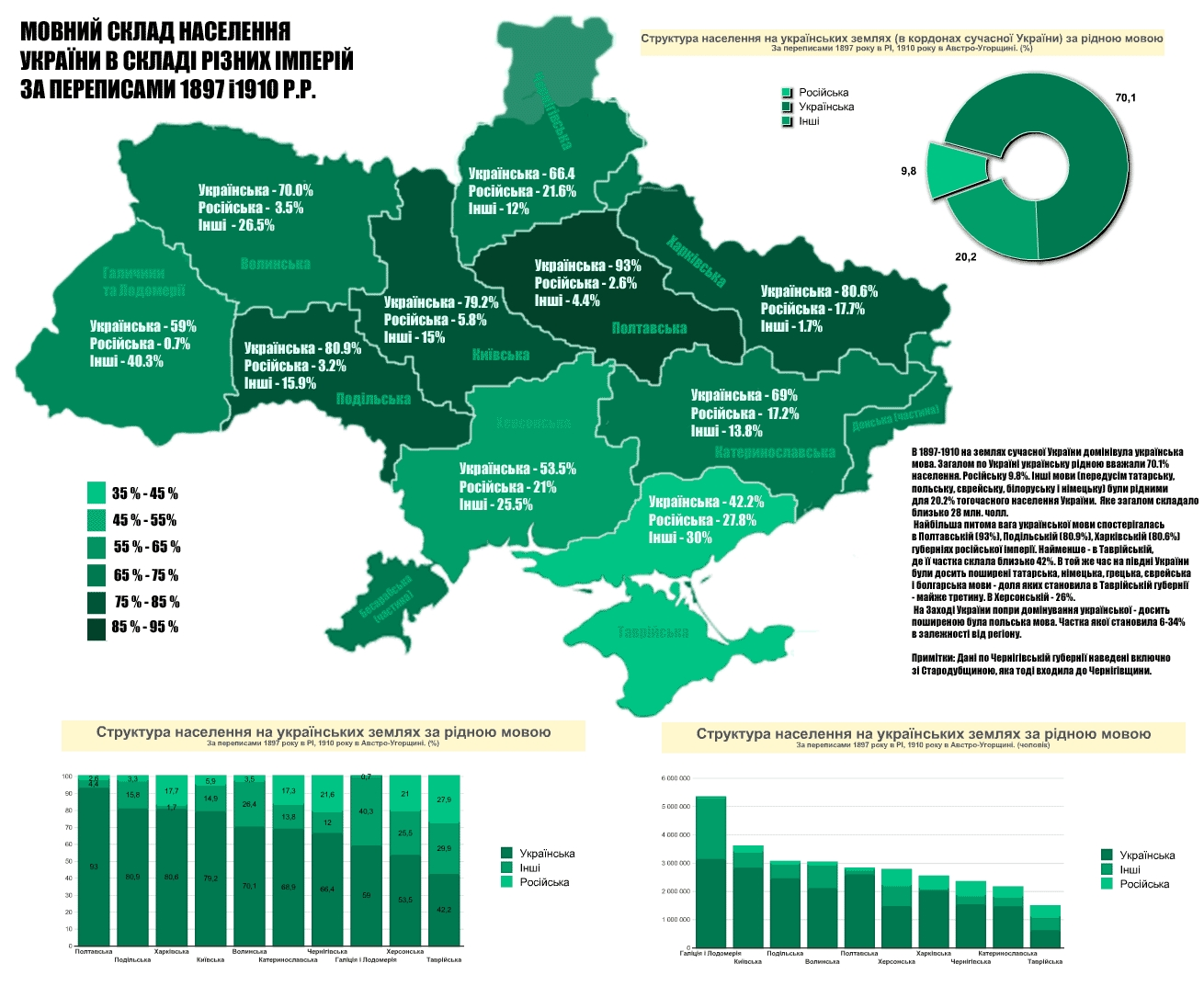
Поширення української, російської та інших мов на теперішній території України згідно з переписами 1897—1910 років.

Український провінційний варіант російської літературної мови вживався раніше серед поміщицтва і провінційної інтелігенції, пізніше також серед партійних урядовців і технічної інтелігенції у висліді русифікаційного тиску й мовної політики, спрямованої на бодай російсько-український білінґвізм тих мовців, які не можуть чи не хочуть відразу перейти на російську мову. Тій меті служила відповідна популяційна політика (з відправленням українців на сезонну чи на постійну працю поза УРСР і надсиланням в Україну росіян та чужинців, що змушені користуватися російською мовою) і така ж мовна політика (в структуру української літературної мови впроваджуються лише елементи, тотожні з російськими, поборюються відмінності; потурання російсько-українському суржикові міських низів і робітництва).
Законами з 1869 і 1886 рр. російського уряду (аж до революції) виплачував грошову надбавку всім урядовцям немісцевого походження на Правобережжі для його зросійщення (офіційно ніби для його відпольщення), чим стягнув туди чимало росіян; таку саму політику тут вела й Російська православна церква. Український провінційний варіант літературної російської мови проявляється головним чином у вимові як і в різній насиченості (залежно від російськомовної культури мовця) окремими рисами міського україно-російського суржика (див. Росіянізми). В Галичині й на Буковині (у XIX ст., зокрема після 1866 р. аж по 1920-ті pp.) та Закарпатті (тут аж по 1945 р.), поширювалася через пресу й видання москвофільського табору, переважно серед частини духовенства та рідше і світської інтелігенції, окрема форма літературно-мовного «язичія»: архаїзована суміш українських і російського церковно-слов'янізмів з українською вимовою та обов'язковим етимологічним правописом.

## Російська мова в сучасній Україні

### Суспільство

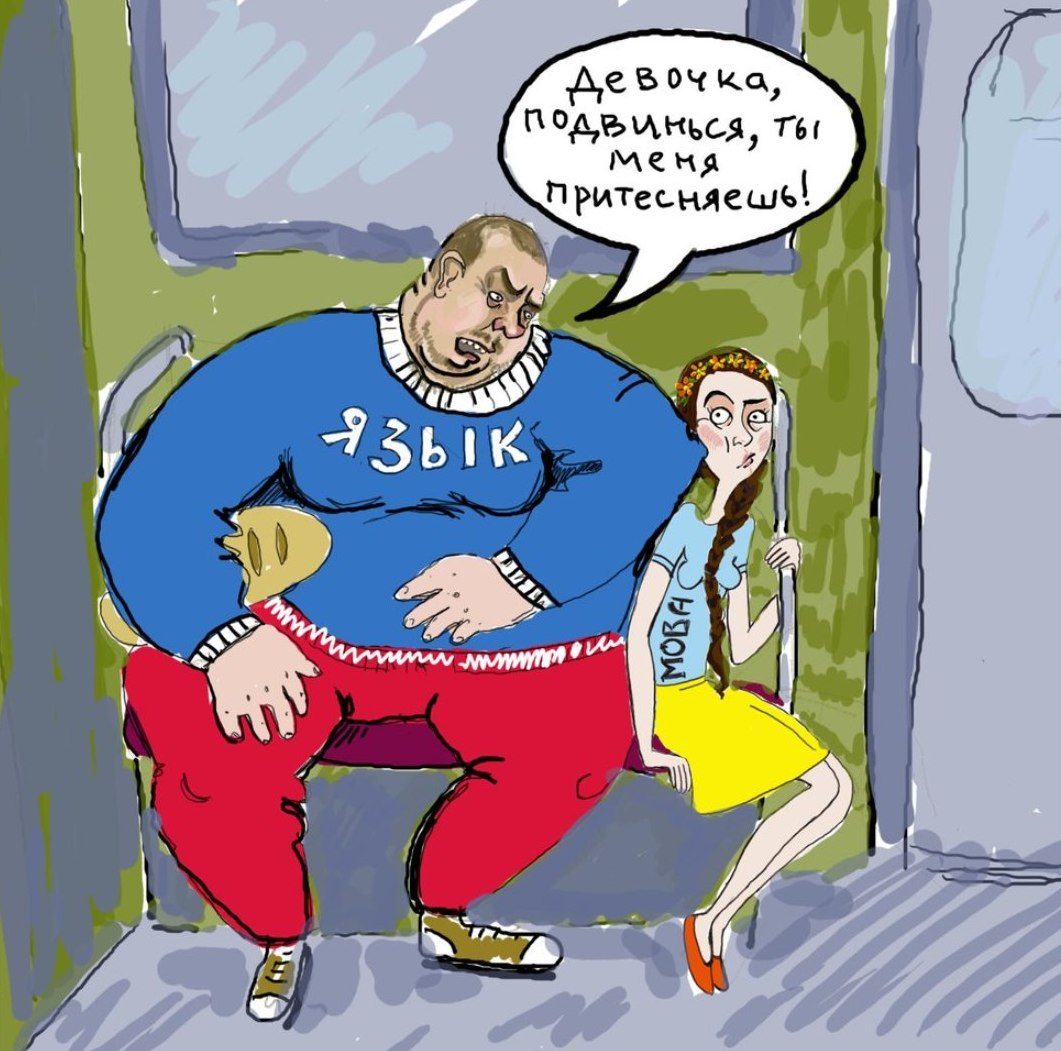
Карикатура на становище російської й української мов в Україні.

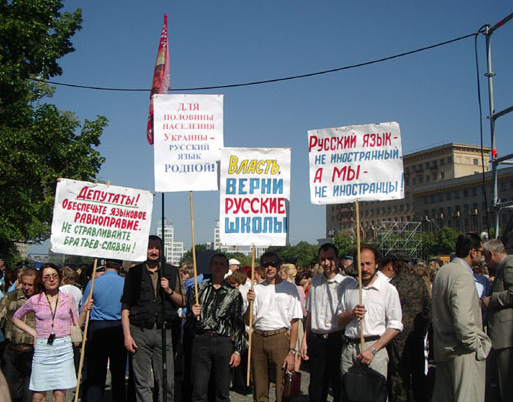
Члени русофільської організації висловлюють свою підтримку рішенню Харківської міської ради зробити російську офіційною мовою на місцевому рівні.

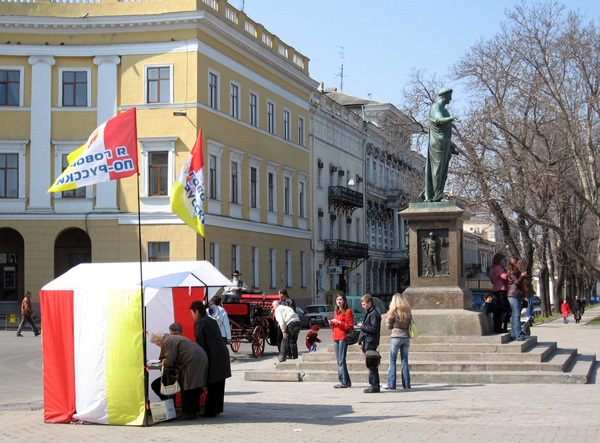
Російськомовні активісти збирають підписи на підтримку введення російської мови як регіональної в Одесі. 2007 р.

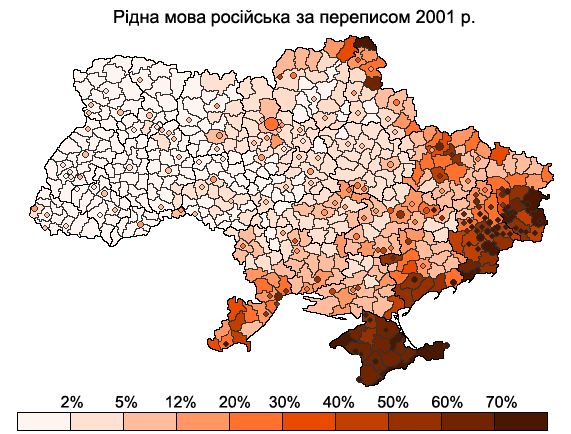
Російська, як рідна мова населення, за переписом 2001 р.

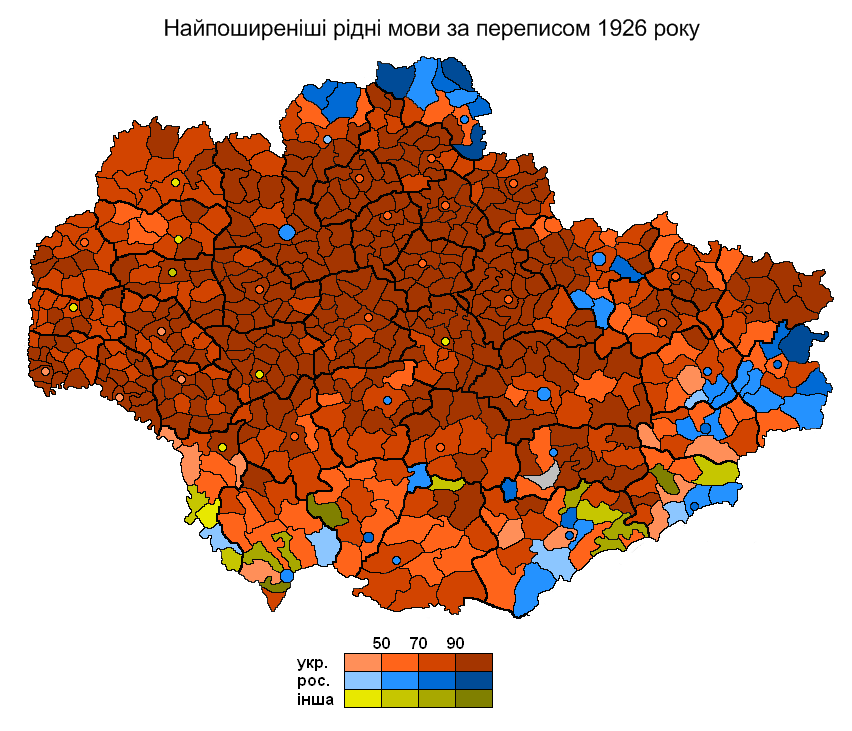
Найпоширеніші рідні мови в Українській РСР за даними перепису 1926 р.

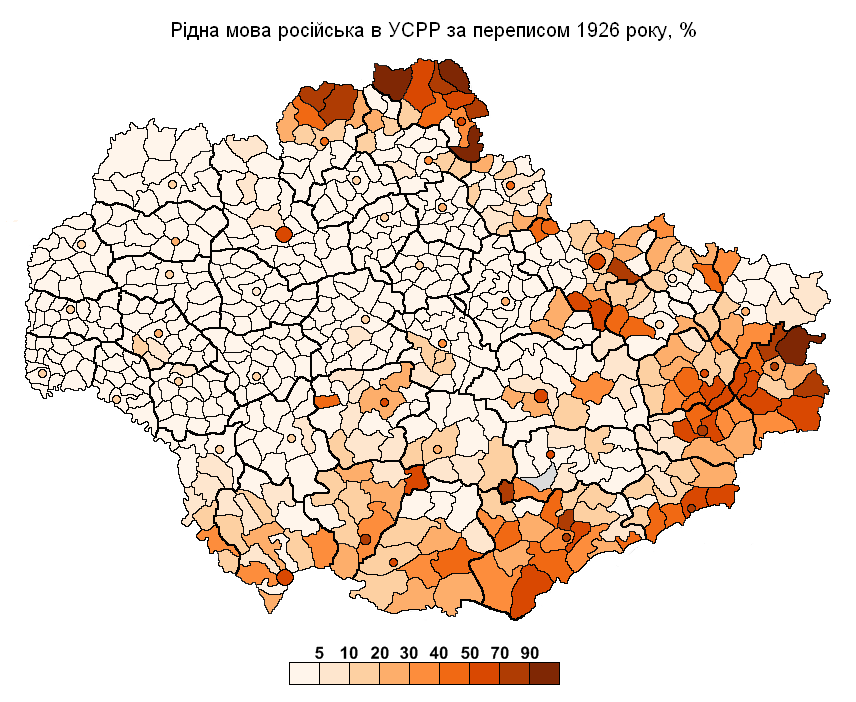
Російська, як рідна мова населення, за переписом 1926 р.

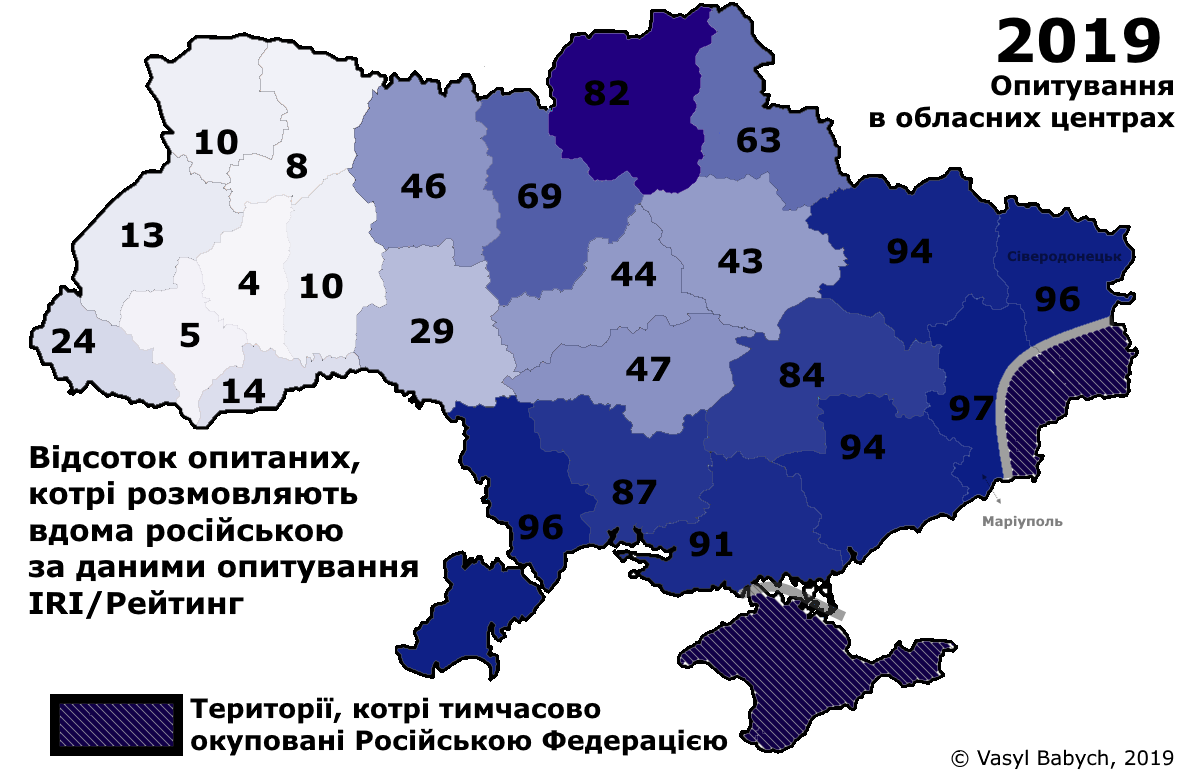
Відсоток людей, які вказали що розмовляють вдома російською мовою за даними опитування соціологічної служби «Рейтинг» 6 вересня — 10 жовтня 2019 р. в обласних центрах. Для неокупованих частин Донецької та Луганської області опитування проводилося в Маріуполі та Сєвєродонецьку. Відсоток включає також й осіб, які розмовляють обома мовами.

Згідно з дослідженнями Financial Times за квітень 2017-го, російська мова протягом 20 років постійно втрачає популярність серед жителів України. Російськомовна кількість українських громадян 1994 року становила 33,9 %, а 2016-го — 24,4 %. Схожа ситуація в Казахстані (зменшення з 33,7 % до 20,7 %) і Грузії (зменшення з 6,4 % до 1,1 %). Натомість, в Білорусі ситуація інша — з майже 50 % 1994 року кількість носіїв російської виросла 2016-го до 71 %.
За даними Всеукраїнського перепису населення 2001 року, в Україні проживало близько 8 млн росіян, 17,3 % від загального складу населення країни. Відсоткове відношення одномовних росіян, які користуються тільки російською мовою становить від 80 до 85 %.
Згідно з офіційними даними цього перепису, російську мову назвали рідною 14 273 000 громадян України, або 29,6 % населення країни. З них етнічні росіяни становлять 56 %, тоді як решта — представники інших національностей:
- 5 545 тис. українців,
- 172 тис. білорусів,
- 86 тис. євреїв,
- 81 тис. греків,
- 62 тис. болгар,
- 46 тис. молдован,
- 43 тис. татар,
- 43 тис. вірмен,
- 22 тис. поляків,
- 21 тис. німців,
- 15 тис. кримських татар, а також представники інших етносів[13][14].

Російська мова рідна для Українців та представників інших національностей в УРСР
|                     | 1926 р. | 1959 р. | 1970 р. |
| ------------------- | ------- | ------- | ------- |
| Українці            | 4,5 %   | 6,5 %   | 8,5 %   |
| Інші національності | 5,2 %   | 7,7 %   | 11,1 %  |

Вільне володіння російською мовою у 2001 р. задекларували 31 698 051 мешканців України (65,7 % населення), в тому числі 99 % росіян, 98 % греків, 95 % євреїв, 93 % татар, понад 80 % болгар, вірменів, азербайджанців, білорусів, кримських татар. Найнижчий рівень вільного володіння російською був зафіксований серед угорців (32 %), румунів (46 %), циган (47 %).
| Національність  | Задекларували вільне володіння російською мовою |
| росіяни         | 98,9 %                                          |
| греки           | 97,5 %                                          |
| євреї           | 95,3 %                                          |
| татари          | 93,3 %                                          |
| болгари         | 89,7 %                                          |
| вірмени         | 87,7 %                                          |
| кримські татари | 85,9 %                                          |
| білоруси        | 85,8 %                                          |
| азербайджанці   | 84,9 %                                          |
| молдовани       | 71,1 %                                          |
| українці        | 58,1 %                                          |
| поляки          | 54,7 %                                          |
| цигани          | 47,0 %                                          |
| румуни          | 45,5 %                                          |
| угорці          | 31,7 %                                          |
|                 |                                                 |

Росіяни України користуються всіма правами громадян і мають всі засоби для розвитку російської культури і мови. Так, в Україні існують 14 державних російських театрів, є російські дитячі садки, школи. У відсотковому відношенні кількість російських шкіл в Україні перевищує відсоток громадян російської національності. Таке становище російської мови в Україні значно відрізняється від стану української мови в Росії, де приблизно на 4 мільйони громадян Росії української національності немає жодної україномовної школи, театру, вищого навчального закладу.
Гіпотеза, щодо некомфортного проживання російськомовних в Україні теж неодноразово досліджувалась: так, за даними опитувань в м. Києві за мовною ознакою дискримінацію зазнали тільки 11,9 % опитаних носіїв російської мови, в той час як носії української мови в Києві зазнали значно більший рівень дискримінації на мовному ґрунті — 54,8 % опитаних.

### Книговидання
За даними Книжкової палати, станом на 15 червня 2009 р. українською мовою в країні було видано 6457 книжок накладом 11 170 тисяч примірників, а російською — 2460 книжок накладом 8341 тисячі примірників.

### ЗМІ
За даними Міністерства юстиції, на серпень 2009 р. в Україні було зареєстровано 25 933 україномовних, 3659 російськомовних та 17 690 україно-російськомовних газет та журналів. У передплатному каталозі «Роспечати» за 2008 рік пропонувалося до передплати 125 українських газет та журналів (переважно наукові часописи). Реєстр російської преси становив 150 сторінок у каталозі видань зарубіжних країн у другому півріччі 2009 року.

### Освіта
Згідно з опитуванням, у 1998 році 47,2 % опитаних вважали, що російська мова повинна викладатися в тому ж обсязі, що й українська; 28,1 % — в меншому, ніж українська, але більшому, ніж інші іноземні; 16,8 %, «в основному зосереджені в Західній Україні, вважали, що російська повинна викладатися не в більшому обсязі, ніж інші іноземні мови».

За даними Міністерства освіти і науки, в Україні простежується тенденція до зменшення кількості навчальних закладів із російською мовою навчання. Цьому сприяють незалежність України, утвердження державного статусу української мови, а також самосвідомість українців.
У 2008/2009 навчальному році в Україні функціонувало 20 045 загальноосвітніх навчальних закладів, у яких навчалося 4 438 383 учні. Зокрема
- 1199 загальноосвітніх навчальних закладів — із навчанням російською мовою: в них здобувають освіту 403 719 учнів, та
- 1628 шкіл — із навчанням українською і російською мовами (російською мовою навчаються 368 594 учні).

У 2015/2016 навчальному році в Україні було 614 шкіл з навчанням російською мовою. в Україні російську мову вивчають як навчальну дисципліну 960 425 учнів, і факультативно або в гуртках — 81 994 учнів. Для порівняння, в 2014/2015 функціонувала 621 школа з навчанням російською мовою, як предмет російську вивчали 1 023 797 школярів, факультативно або в гуртках — 111 506 осіб.
Працюють також школи з навчанням трьома мовами (українською, російською та кримсько-татарською; українською, російською та румунською; українською, російською та болгарською; українською, російською та молдовською).
Загалом, у загальноосвітніх навчальних закладах України російською мовою навчаються 779 423 учні. Крім того, російську мову як предмет вивчають 1 292 518 учнів, а як факультатив або в гуртках — 165 544 учні.
Так, кількість російських шкіл в Україні становить 5,9 % від загальної їхньої кількості (для порівняння, у 1991/1992 році їх було 3 364, що становило 15,9 % від загальної кількості).
В Україні функціонує 919 державних професійно-технічних закладів. У 35 закладах викладання всіх предметів проводиться російською мовою. Кількість учнів, які навчаються російською мовою, становить 51,4 тисячі осіб, або 12,5 % від загальної кількості учнів. Усі предмети викладаються російською мовою в Автономній Республіці Крим — у 29 професійно-технічних навчальних закладах, а в Севастополі — у 6 таких закладах. Частково російською мовою викладаються предмети в деяких закладах Дніпропетровської, Донецької, Запорізької, Луганської, Одеської, Харківської областей.
Вищі навчальні заклади, які пропонують здобуття освіти російською мовою, розміщуються в основному в Луганську, Донецьку, Харкові, Дніпропетровську, Одесі та в Автономній Республіці Крим. У 2008/2009 році кількість студентів закладів першого-другого рівнів акредитації, які навчаються російською мовою, становила 45 907 (для порівняння: у 1999/2000 році їх було 123 560), а кількість студентів закладів третього-четвертого рівнів акредитації, які навчаються російською мовою, становила 280 767 (для порівняння, у 1999/2000 році їх було 395 605). Тобто в нинішньому навчальному році російською мовою навчалося 326 674 студенти. Один із варіантів їхнього працевлаштування — педагогіка. Готують педагогів для шкіл із російською мовою викладання зараз 12 вищих навчальних закладів першого-другого рівнів акредитації та 34 вищих навчальних заклади третього-четвертого рівнів акредитації.
Станом на початок 2024 року кількість ЗЗСО, в яких навчання відбувається виключно українською мовою, становило 12 155 (98,4 %). Крім того, українською навчається 3 834 708 учнів (99,1 %). 447 школярів (0,01 %) продовжують навчатися російською мовою на рівні із державною. У 2022/2023 навчальному році таких було 1362. У 2022 році кількість учнів, які вивчали російську мову в школах, зменшилася більш ніж у 100 разів: з 454,8 тисячі у вересні 2021 року до близько 4 тисяч станом на 1 вересня 2022 року. У 2023/2024 році кількість школярів, які вивчають російську мову як окремий предмет, скоротилася ще в 5 разів — до 768. Російську мову продовжують викладати у 3 школах України.

### Територіальна диференціація

Українська мова як рідна в Україні по областях за переписом 2001 р.

Російська мова як рідна в Україні по областях за переписом 2001 р.

Згідно з даними Київського міжнародного інституту соціології, (2004) використовують для спілкування переважно російську мову абсолютна більшість населення південних і східних регіонів:
- Крим — 97 % всього населення
- Дніпропетровська область — 72 %
- Донецька область — 93 %
- Запорізька область — 81 %
- Луганська область — 89 %
- Миколаївська область — 66 %
- Одеська область — 85 %
- Харківська область — 74 %

Ставлення до статусу російської мови значно розрізняється по регіонах України (див. табл.).
Переважна більшість (84,0 %) висловилися за підвищення статусу російської мови (тобто за регіональний або державний статус), в тому числі близько половини (48,6 %) — за статус другої державної або офіційної у всій Україні.
Що стосується прихильників зниження статусу російської мови, то більш ніж половина респондентів, що виступають за усунення російської мови з офіційного спілкування, живе в одному субрегіоні: Галичині. Відповідно в ній частка противників російської мови становить 51 %, тоді як в наступній за нею Волині їх утричі менше — 17 %.
| Бажана політика            | Захід  | Схід   | Україна в цілому |
| -------------------------- | ------ | ------ | ---------------- |
| Прибрати з офіційної сфери | 34,6 % | 2,2 %  | 10,2 %           |
| Регіональний статус        | 39,8 % | 35,1 % | 35,4 %           |
| Державний статус           | 25,6 % | 62,7 % | 48,6 %           |

У регіон Захід включені Галичина (Тернопільська, Івано-Франківська і Львівська області) і Волинь (Волинська і Рівненська області). До регіону Схід — Луганська і Донецька області.
Згідно з опитуваннями 2008 року, близько третини громадян вважають доцільним запровадження другої державної мови, в той час як більшість — дві третини, або 60,9 % опитаних виступають за збереження тільки за українською мовою статусу державної.

### Політичний вплив

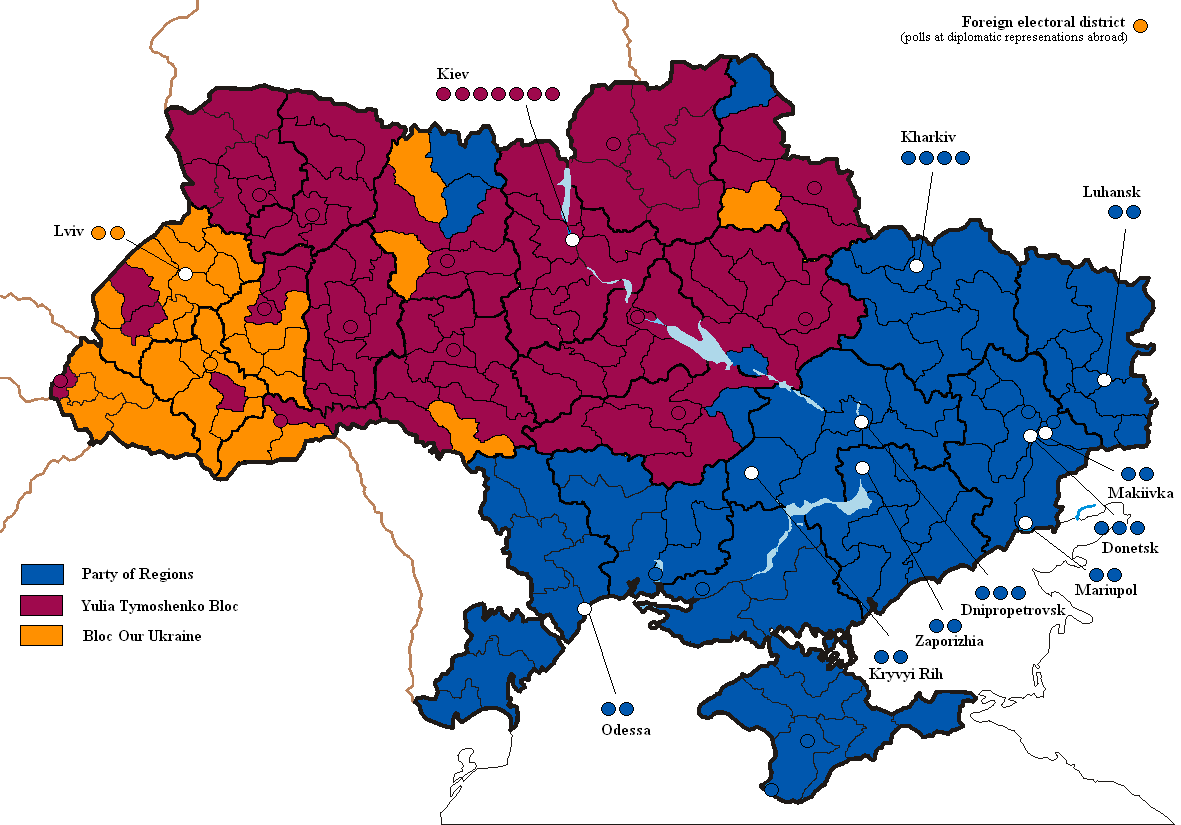
Результати парламентських виборів 2006 р.

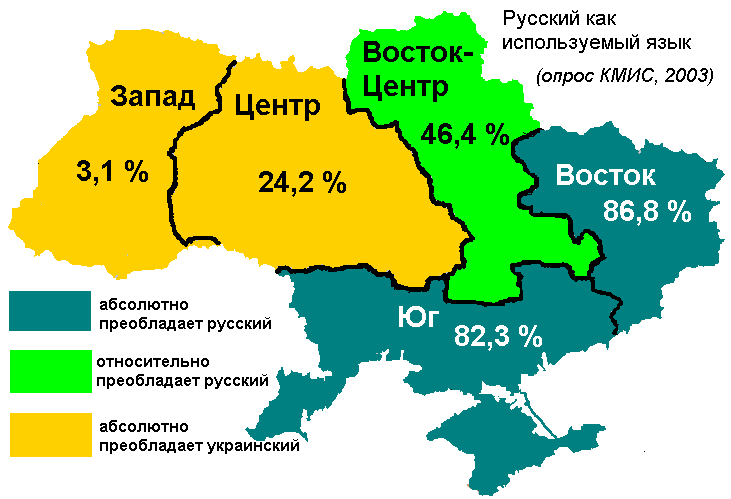
Поширеність російської мови за регіоном України (2003 р.)

Результати парламентських виборів показують високий зв'язок електоральних переваг з мовою, яка домінує в тому або іншому регіоні, за винятком Києва.
Ту ж залежність показують і президентські вибори. Наприклад, Віктор Янукович у третьому турі отримав більше половини голосів в саме тих областях України, де розповсюджена російська мова: Донецька (93 %), Луганська (92 %), Дніпропетровська (63 %), Харківська (68 %), АР Крим (81 %), Одеська (68 %), Запорізька (70 %), Миколаївська (70 %), Херсонська (52 %). Всього в цих областях він отримав 81 % всіх своїх голосів.
Області з переважною підтримкою Януковича відрізняються високою часткою російськомовних людей що проживають у кожній з них. Навіть якщо частка росіян за самоідентифікацією в деяких областях не дуже велика, як, наприклад, в Одеській або Дніпропетровській області (11 % та 16 %, відповідно), то частка російськомовних в кожній з цих областей перевищує дві третини.
Детальніше дослідження щодо впливу мови спілкування на електоральні переваги виборців провів Київський «Центр політичних досліджень і конфліктології».

Дослідники розглянули шість лінгво-етнічних груп серед населення України: україномовні українці (виборці, які вважають себе етнічними українцями і найчастіше спілкуються українською), російськомовні українці (вважають себе етнічними українцями, але частіше спілкуються російською), двомовні українці (ідентифікують себе як українці, однаково часто використовують обидві мови), україномовні росіяни (ідентифікують себе як росіяни, але частіше говорять українською), російськомовні росіяни (вважають себе росіянами, частіше використовують російську мову), двомовні росіяни (вважають себе росіянами, однаково часто використовують обидві мови). Для аналізу були використані дані соціологічного дослідження перед третім туром виборів Президента 2005 р., проведене Київським міжнародним інститутом соціології (2000 респондентів).

Згідно з дослідженням, лінгво-етнічна самоідентифікація виборців є важливим політичним фактором в Україні (Таблиця).
Президентські вибори 2004 р.: як голосували лінгво-етнічні групи
| Група                    | Частка виборців* | За Ющенка | За Януковича |
| ------------------------ | ---------------- | --------- | ------------ |
| Українськомовні українці | 38 %             | 81 %      | 12 %         |
| Російськомовні українці  | 30 %             | 28 %      | 60 %         |
| Російськомовні росіяни   | 18 %             | 11 %      | 81 %         |
| Двомовні українці        | 12 %             | 42 %      | 44 %         |
| Двомовні росіяни         | 2 %              | 19 %      | 62 %         |
| Українськомовні росіяни  | <1 %             | 50 %      | 42 %         |

* Сума частин не дорівнює точно 100 % через похибки округлення
Низка проросійських політичних партій і рухів в Україні спекулюють на важливості вирішення питаннями російської мови, дестабілізуючи український політикум і українське суспільство.
Так на національному рівні питання мови посідають одне з останніх місць в переліку актуальних тем для громадян. За опитуваннями 2007 р. російська мова в переліку актуальних тем посідає 26 місце з 30. Однак у деяких регіонах, пріоритетність питання російської мови трохи вища: так, у південно-східних регіонах воно посідає від 18 до 22 місця у переліку актуальних. Тільки у Криму питання російської мови посідає 4 місце. Так питання статусу російської мови в цілому по країні набрало 8 %, головним чином завдяки Криму та Донбасу.
Водночас електоральні переваги мають сильну кореляцію з мовою виборців (див. також нижче): В. Янукович отримав підтримку переважної більшості російськомовних росіян, тоді як В.Ющенко — україномовних українців.
Як показує статистичний аналіз голосування, електорат Ющенка разюче відрізняється за мовною та національною ознакою від електорату Януковича — його основу складають україномовні українці (дві третини виборців, 67 %) і 17 % російськомовних українців. Етнічні росіяни становлять в електораті Ющенка дуже незначну частину — всього близько 6 %.
З іншого боку, у всіх областях, де переміг Янукович, велика частка російськомовних: більше двох третин.

### Опитування та статистика
Під час опитування, проведеного у вересні 2012 року, 53,8 % громадян України виступили проти надання російській мові офіційного статусу, 38,4 % підтримали цю ідею, а 7,8 % — не визначились.
Станом на лютий 2012 р. 46 % громадян України підтримали надання російській мові статусу державної. Майже стільки ж (45 %) виступили проти цього. Ще 8 % — не визначились.
Згідно з опитуванням 2004 р. Київським міжнародним інститутом соціології (КМІС), російську мову використовують вдома 43-46 % населення України. За даними опитування, проведеного компанією Research & Branding Group, 68 % громадян України вільно володіють російською мовою (українською — 57 %).
Західноукраїнський політик, львів'янин, народний депутат Тарас Стецьків заявив в серпні 2011 р., що якби російська мова отримала в Україні державний статус, країна розпалася би на дві частини. При цьому політолог Володимир Корнілов, навпаки вважає, що поки російська мова не отримає цей статус, країна буде «роздиратися на частини».
Згідно зі ст. 10, р. 1 Конституції України «державною мовою в Україні є українська мова. Держава забезпечує всебічний розвиток і функціонування української мови в усіх сферах суспільного життя на всій території України, сприяє вивченню мов міжнародного спілкування. В Україні гарантується вільний розвиток, використання і захист російської, інших мов національних меншин України». Згідно зі Всеукраїнським переписом населення 2001 р. українську мову вважають рідною 67,5 % населення України, російську — 29,6 %. При цьому українською мовою спілкуються приблизно 53 % громадян України, російською — 45 %, хоча існують й інші цифри. Треба зазначити, що точніша інформація відсутня, оскільки в соцопитуваннях мова йде про чисту літературну українську/російську мови: не враховується «фактор суржику» (тобто людина розмовляє суржиком, але голосує за українську чи російську), часто виникає плутанина і з конкретикою терміну «рідна мова» (це етнічна мова, що асоціюється з корінним етносом держави, мова, якою людина думає і найчастіше спілкується, або мова дитинства).
Українська мова переважає на Західній Україні, в Центрі та Північному Сході, російська — в Донбасі, Криму та на Півдні. В Україні, особливо в етнічно змішаних районах (Закарпаття, Донбас, Одеська область, Крим) поширені явища білінгвізму (двомовності) та полілінгвізму (багатомовності). З XIX ст. формується суржик (змішана українсько-російська мова), найпоширеніша на Лівобережжі.
Попри особливий статус російської мови в Україні, вона турбує українців менше, ніж ціни й безробіття. Проблема насильницької українізації та витіснення російської мови непокоїть менше 5 % українців. Про це свідчать дані соціологічного опитування, проведеного GfK Ukraine в березні 2010 р. Гліб Вишлінський, заступник директора GfK Ukraine: «Результати опитування підтверджують, що політичні сили лише спекулюють на мовному та національному питаннях, тоді як справжні вимоги громадян до влади — приборкати зростання цін і забезпечити робочі місця».
Також відзначається, що наприклад близько 70 % київських школярів розуміють російську але розмовляють тільки українською, ще 25 % у змозі використовувати російську мову усно і тільки 8 % вільно володіють російською усно та письмово.
Дані проведеного в середині березня соцопитування показали: ще ніколи українське суспільство не було настільки згуртованим навколо захисту української мови. 76 % українців називають українську своєю рідною (десять років тому ця цифра становила 57 %). А 83 % опитаних вважають, що українська має бути єдиною державною мовою в їхній країні.
«При цьому кількість людей, які постійно використовують у побуті виключно українську мову, протягом останніх років залишається приблизно на тому самому рівні — зараз це близько 48 %. Величезні зміни ми фіксуємо в іншому сегменті: за останні десять років [частка] виключно російськомовних громадян Україна зменшилася з 40 % до 26 % наприкінці минулого року і до 18 % на початку війни. Зате дуже сильно зросла кількість людей, які одночасно використовують у побуті і українську, і російську, — з 15 % до 32 %», — каже Антипович.
Після початку повномасштабного російського вторгнення в Україну у 2022 році поширеність російської мови в Україні знижується, а популярність ідеї про підвищення статусу російської мови сягнула найнижчих показників з моменту набуття Україною незалежності.

## Дослідники
Проблеми україно-російських мовних взаємин досліджували П. Житецький, О. Курило, М. Сулима, М. Гладкий, О. Синявський, С. Смеречинський, Р. Смаль-Стоцький, В. Чапленко, І. Білодід, Й. Багмут, Галина Їжакевич-Цілуйко, Ф. Середа, Г. Гнатюк, Д. Мірошник, А. Шиловський, Б. Шарпило, Р. Болдирев, О. Сербенська, Л. Масенко, В. Столбунова, В. Ільєнко, М. Рогаль, Л. Коробчинська, Борис Антоненко-Давидович, Юрій Шевельов т. ін.